# Top Model. Zostań modelką (mùa 2)
Mùa thứ hai của Top Model. Zostań modelką được dựa trên America's Next Top Model của Tyra Banks. Joanna Krupa, Dawid Woliński, Karolina Korwin-Piotrowska và Marcin Tyszka quay lại làm giám khảo mùa này cùng với cố vấn người mẫu mới là Weronika Lewicka.
Điểm đến quốc tế của mùa này là Paris dành cho top 5 và Mombasa dành cho top 3.
Người chiến thắng cuộc thi là Olga Kaczyńska, 19 tuổi đến từ Wrocław. Cô giành được: 1 hợp đồng người mẫu với Next Model Management, lên ảnh bìa của tạp chí Glamour và 1 hợp đồng quảng cáo cho Max Factor.

## Các thí sinh
(Tuổi tính từ ngày dự thi)
| Thí sinh               | Tuổi | Chiều cao               | Quê quán      | Bị loại ở | Hạng                    |
| ---------------------- | ---- | ----------------------- | ------------- | --------- | ----------------------- |
| Karolina Hennig        | 19   | 1,79 m (5 ft 10+1⁄2 in) | Elbląg        | Tập 5     | 13                      |
| Gabrysia Pacholarz     | 19   | 1,70 m (5 ft 7 in)      | Maćkówka      | Tập 6     | 12                      |
| Magda Roman            | 21   | 1,78 m (5 ft 10 in)     | Lębork        | Tập 7     | 11 (tước quyền thi đấu) |
| Natalia Piaskowska     | 21   | 1,73 m (5 ft 8 in)      | Szczecin      | Tập 8     | 10                      |
| Vera Suprunenko        | 24   | 1,77 m (5 ft 9+1⁄2 in)  | Lviv, Ukraina | Tập 9     | 9 (tước quyền thi đấu)  |
| Viktoria Driuk         | 18   | 1,70 m (5 ft 7 in)      | Marki         | Tập 10    | 8                       |
| Dorota Trojanowska     | 23   | 1,79 m (5 ft 10+1⁄2 in) | Grudziądz     | Tập 11    | 7–6                     |
| Oliwia Downar-Dukowicz | 20   | 1,71 m (5 ft 7+1⁄2 in)  | Poznań        | Tập 11    | 7–6                     |
| Honorata Wojtkowska    | 19   | 1,76 m (5 ft 9+1⁄2 in)  | Legnica       | Tập 12    | 5                       |
| Asia Kudzbalska        | 19   | 1,78 m (5 ft 10 in)     | Wrocław       | Tập 13    | 4                       |
| Michalina Manios       | 22   | 1,81 m (5 ft 11+1⁄2 in) | Szadek        | Tập 14    | 3                       |
| Ania Bałon             | 18   | 1,81 m (5 ft 11+1⁄2 in) | Opole         | Tập 14    | 2                       |
| Olga Kaczyńska         | 19   | 1,78 m (5 ft 10 in)     | Wrocław       | Tập 14    | 1                       |

## Thứ tự gọi tên
| Thứ tự | Tập       | Tập       | Tập       | Tập                                                              | Tập       | Tập       | Tập       | Tập       | Tập       | Tập       | Tập       | Tập  | Tập | Tập |
| Thứ tự | 4         | 5         | 6         | 7                                                                | 8         | 9         | 10        | 11        | 12        | 13        | 14        | 14   |     |     |
| ------ | --------- | --------- | --------- | ---------------------------------------------------------------- | --------- | --------- | --------- | --------- | --------- | --------- | --------- | ---- | --- | --- |
| 1      | Dorota    | Asia      | Ania      | Olga                                                             | Dorota    | Michalina | Asia      | Honorata  | Olga      | Olga      | Olga      | Olga |     |     |
| 2      | Honorata  | Oliwia    | Viktoria  | Ania Asia Dorota Honorata Michalina Natalia Oliwia Vera Viktoria | Olga      | Asia      | Ania      | Olga      | Asia      | Ania      | Ania      | Ania |     |     |
| 3      | Olga      | Honorata  | Oliwia    | Ania Asia Dorota Honorata Michalina Natalia Oliwia Vera Viktoria | Vera      | Honorata  | Olga      | Michalina | Ania      | Michalina | Michalina |      |     |     |
| 4      | Karolina  | Magda     | Honorata  | Ania Asia Dorota Honorata Michalina Natalia Oliwia Vera Viktoria | Viktoria  | Oliwia    | Michalina | Asia      | Michalina | Asia      |           |      |     |     |
| 5      | Magda     | Viktoria  | Magda     | Ania Asia Dorota Honorata Michalina Natalia Oliwia Vera Viktoria | Ania      | Olga      | Honorata  | Ania      | Honorata  |           |           |      |     |     |
| 6      | Michalina | Natalia   | Olga      | Ania Asia Dorota Honorata Michalina Natalia Oliwia Vera Viktoria | Michalina | Dorota    | Dorota    | Oliwia    |           |           |           |      |     |     |
| 7      | Ania      | Vera      | Michalina | Ania Asia Dorota Honorata Michalina Natalia Oliwia Vera Viktoria | Honorata  | Viktoria  | Oliwia    | Dorota    |           |           |           |      |     |     |
| 8      | Vera      | Michalina | Vera      | Ania Asia Dorota Honorata Michalina Natalia Oliwia Vera Viktoria | Oliwia    | Vera      | Viktoria  |           |           |           |           |      |     |     |
| 9      | Oliwia    | Dorota    | Natalia   | Ania Asia Dorota Honorata Michalina Natalia Oliwia Vera Viktoria | Asia      | Ania      |           |           |           |           |           |      |     |     |
| 10     | Gabrysia  | Olga      | Dorota    | Ania Asia Dorota Honorata Michalina Natalia Oliwia Vera Viktoria | Natalia   |           |           |           |           |           |           |      |     |     |
| 11     | Viktoria  | Gabrysia  | Asia      | Magda                                                            |           |           |           |           |           |           |           |      |     |     |
| 12     | Asia      | Ania      | Gabrysia  |                                                                  |           |           |           |           |           |           |           |      |     |     |
| 13     | Natalia   | Karolina  |           |                                                                  |           |           |           |           |           |           |           |      |     |     |

     Thí sinh bị loại
     Thí sinh bị tước quyền thi đấu
     Thí sinh được miễn loại
     Thí sinh ban đầu bị loại nhưng được cứu
     Thí sinh chiến thắng cuộc thi
- Tập 1, 2, 3 và 4 là tập casting.
- Trong tập 4, các thí sinh bán kết được giảm xuống còn 13 thí sinh cuối cùng chuyển sang cuộc thi chính.
- Tập 5 và 6 có ba thí sinh cuối bảng có nguy cơ bị loại bỏ.
- Trong tập 7, Magda bị tước quyền thi đấu tại phòng đánh giá vì không tham gia vào buổi chụp hình. Do đó, không có thứ tự gọi tên. Trong tập tiếp theo, được tiết lộ rằng là Olga nhận được bức ảnh đẹp nhất.
- Trong tập 9, thí sinh thể hiện tốt nhất từ mỗi cặp trong buổi chụp ảnh sẽ được miễn loại ở phòng đánh giá. Vera đã bị tước quyền thi đấu vì đã gọi điện thoại cho bạn trai mà không có sự cho phép của chương trình, chính vì thế mà Ania được cứu dù là người tiếp theo sẽ bị loại.
- Trong tập 11, Ania, Dorota, Asia và Oliwia rơi vào cuối bảng. Dorota được gọi và được thông báo rằng cô đã bị loại. Joanna đưa hai bức ảnh cuối cùng cho Ania và Asia và loại Oliwia.

### Buổi chụp hình
- Tập 4: Cô gái đồng quê theo nhóm (casting)
- Tập 5: Tạo dáng với người mẫu nam khỏa thân
- Tập 6: Treo lơ lửng trên không
- Tập 7: Tạo dáng trong đồ lót và khỏa thân
- Tập 8: Điên cuồng với đồ ăn
- Tập 9: Siêu anh hùng trong phim hành động viễn tưởng
- Tập 10: Những kiểu người mẫu tiêu cực
- Tập 11: Những ngôi sao của Hollywood; Ảnh chân dung vẻ đẹp tự nhiên
- Tập 12: Thời trang cao cấp trên đường phố Paris
- Tập 13: Haute Couture ở Paris
- Tập 14:  Ảnh bìa tạp chí Glamour ở Mombasa; Quảng cáo cho Blend-a-med